# Andrea Salvenmoser
Andrea Salvenmoser (29 aprile 1968) è un'ex sciatrice alpina austriaca.

## Biografia
Originaria di Scheffau am Wilden Kaiser, la Salvenmoser debuttò in campo internazionale in occasione dei Mondiali juniores di Bad Kleinkirchheim 1986; in Coppa del Mondo conquistò l'unico piazzamento il 14 marzo 1990 a Klövsjö in slalom gigante (11ª) e si ritirò al termine della stagione 1990-1991 in occasione dei Campionati austriaci 1991 disputati ad Altenmarkt-Zauchensee e Gries am Brenner. Non prese parte a rassegne olimpiche o iridate.

## Palmarès

### Coppa del Mondo
- Miglior piazzamento in classifica generale: 64ª nel 1990

### Coppa Europa
- Miglior piazzamento in classifica generale: 4ª nel 1986

### Campionati austriaci
- 2 medaglie[1]:
  - 1 oro (supergigante nel 1991)
  - 1 argento (slalom gigante nel 1990)